# John Harvey (amiral)
Pour les articles homonymes, voir John Harvey (homonymie) et Harvey.
Ne doit pas être confondu avec John Harvey (capitaine).
John Harvey, né en 1772 à Eastry et mort le 17 septembre 1837 à Deal, est un amiral de la Royal Navy qui a participé aux guerres de la Révolution française et aux guerres napoléoniennes.
Il est le fils aîné du capitaine John Harvey (1740-1794).